# Geschichte der Universität in Europa
Geschichte der Universität in Europa ist ein von Walter Rüegg unter Mitwirkung zahlreicher Fachwissenschaftler herausgegebenes, vier Bände umfassendes Werk zur Geschichte der Universität in Europa vom Mittelalter bis in die Gegenwart. Es erschien auf Initiative der Europäischen Rektorenkonferenz im Zeitraum von 1993 bis 2010 im Verlag C. H. Beck.

„Absicht dieses Gemeinschaftswerkes ist es, die gesellschaftlichen Rahmenbedingungen und Aufgaben, die Merkmale geistiger und institutioneller Identität, die Strukturen, Gestaltungen und Hauptprobleme der europäischen Universitäten in ihren geschichtlichen Grundlagen und Veränderungen, aber auch in ihren regionalen Unterschieden, auf dem heutigen Forschungsstand vergleichend und zusammenfassend darzustellen.“

Band 1 widmet sich der Universitätsgeschichte des Mittelalters, Band 2 behandelt den Zeitraum von der Reformation bis zur Französischen Revolution (1500–1800), Band 3 den Zeitraum vom 19. Jahrhundert bis zum Zweiten Weltkrieg (1800–1945) und Band 4 den Zeitraum vom Zweiten Weltkrieg bis zum Ende des 20. Jahrhunderts.
Die einzelnen Bände zeigen jeweils einen identischen systematischen Aufbau. Der erste Teil („Themen und Grundlagen“) bietet eine thematische Einführung in die behandelte Epoche. Der zweite Teil („Strukturen“) gibt einen Überblick über die Strukturen der Universität. Der dritte Teil („Die Studenten“) dokumentiert die wissenschaftliche Ausbildung der Studenten, den studentischen Alltag sowie berufliche Laufbahnen. Der vierte Teil („Wissenschaft“) zeigt schließlich die grundlegende Entwicklung der Wissenschaften in den betrachteten Zeiträumen. 

## Einzelbände
- Walter Rüegg, Hilde De Ridder-Symoens (Hrsg.): Geschichte der Universität in Europa. Band 1: Mittelalter. Beck, München 1993, ISBN 3-406-36952-9.
- Walter Rüegg, Hilde De Ridder-Symoens (Hrsg.): Geschichte der Universität in Europa. Band 2: Von der Reformation zur Französischen Revolution (1500–1800). Beck, München 1996, ISBN 3-406-36953-7.
- Walter Rüegg (Hrsg.): Geschichte der Universität in Europa. Band 3: Vom 19. Jahrhundert zum Zweiten Weltkrieg (1800–1945). Beck, München 2004, ISBN 3-406-36954-5.
- Walter Rüegg (Hrsg.): Geschichte der Universität in Europa. Band 4: Vom Zweiten Weltkrieg bis zum Ende des 20. Jahrhunderts. Beck, München 2010, ISBN 978-3-406-36955-1.